# Mistrovství Evropy ve vodním pólu 2008
Mistrovství Evropy ve vodním pólu za rok 2008 proběhlo v Malaze, Španělsko ve dnech 4. až 13. července 2008.

## Česká stopa
Mužská a ženská reprezentace se na letošní mistrovství Evropy nekvalifikovala.

## Medailisté
| Muži | Zlato | Stříbro | Bronz |
| ---- | --- | --- | --- |
| Tým  | Černá Hora (MNE) (Zdravko Radić, Draško Brguljan, Vjekoslav Pasković, Nikola Vukčević, Nikola Janović, Milan Tičić, Mlađan Janović, Veljko Uskoković, Aleksandar Ivović, Boris Zloković, Vladimir Gojković, Predrag Jokić, Miloš Šćepanović, ??? (n), ??? (n))                                                 | Srbsko (SRB) (Denis Šefik, Andrija Prlainović, Nikola Rađen, Vanja Udovičić, Dejan Savić, Duško Pijetlović, Slobodan Nikić, Filip Filipović, Aleksandar Ćirić, Aleksandar Šapić, Vlada Vujasinović, Branko Peković, Slobodan Soro, ??? (n), ??? (n))                     | Maďarsko (HUN) (Zoltán Szécsi, Tamás Varga, Norbert Madaras, Dénes Varga, Tamás Kásás, Norbert Hosnyánszky, Gergő Kiss, Tibor Benedek, Dániel Varga, Péter Biros, Gábor Kis, Tamás Molnár, Viktor Nagy, ??? (n), ??? (n))                                                                |
| Ženy | Zlato | Stříbro | Bronz |
| Tým  | Rusko (RUS) (Valentina Voroncovová, Natalija Šepelinová, Jekatěrina Prokofjevová, Sofija Konuchová, Aljona Vylegžaninová, Naděžda Glyzinová, Jekatěrina Panťulinová, Jevgenija Sobolevová, Oleksandra Karpovičová, Olga Beljajevová, Jelena Smurovová, Olga Turovová, Jevgenija Procenková, ??? (n), ??? (n))) | Španělsko (ESP) (Patricia del Sotová, Blanca Gilová, Cristina Pardová, Irene Hagenová, Míriam Lópezová-Escribanová, Jenny Parejaová, Cristina Lópezová, Anna Pardová, Pili Peñaová, Ona Meseguerová, Maica Garcíaová, Laura Lópezová, Laura Esterová, ??? (n), ??? (n))) | Maďarsko (HUN) (Patrícia Horváthová, Krisztina Szremkóová, Barbara Bujkaová, Dóra Kistelekiová, Mercédesz Stieberová, Orsolya Takácsová, Rita Drávuczová, Krisztina Zantleitnerová, Anett Györeová, Anikó Pelleová, Ágnes Valkaiová, Ágnes Primászová, Ildikó Sósová, ??? (n), ??? (n))) |

pozn. Dva hráči ze sestav byli nehrajícími náhradníky tj. náhradníci na tribuně, nebo necestujující náhradníci připraveni na telefonu dorazit v případě zranění.